# Becada eurasiàtica

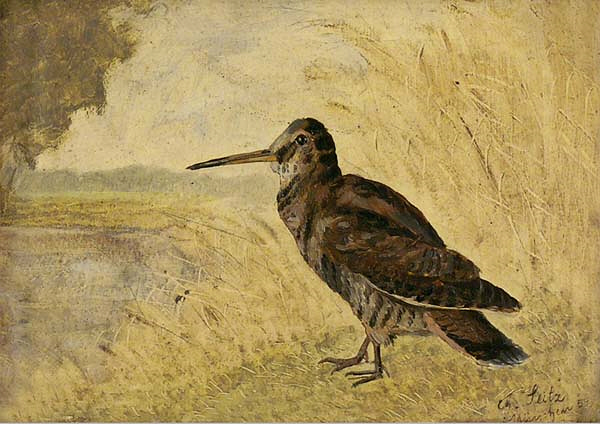
Pintura a l'oli d'una becada (circa 1854).

La becada, bequerada, polla bruna o cega (a les Balears) (Scolopax rusticola) és una espècie d'ocell de la família dels escolopàcids, molt apreciat pels caçadors per la bonesa de la seua carn.

## Morfologia
- Fa 35 cm de llargària i 55-65 d'envergadura alar.
- Té el dors i les parts superiors de color castany, i groguenques les inferiors, amb àmplies bandes negres darrere el cap.
- Té el bec llarg i molt sensible, capaç de trobar els cucs de què s'alimenta ficant-lo en el sòl humit, i pot agafar els cucs i empassar-se'ls sense treure el bec de terra.
- Gràcies a la gran habilitat que té amb el bec (l'extrem de la mandíbula superior és mòbil i molt sensible), no necessita l'ajut dels ulls per cercar aliment i per això els seus ulls foscos estan situats molt enrere, per ampliar el camp visual i poder controlar tot el que passa al seu voltant mentre s'ocupa de la tasca de la nutrició.

## Reproducció
Fa un forat a terra i l'omple de fulles seques. Al març-juny hi pon 4 ous, que els incubarà la femella durant 21 dies. Els polls són alimentats per ambdós progenitors i de seguida deixen el niu. Normalment fan dues cries.

## Alimentació
Menja cucs, insectes, aràcnids, llavors i mol·luscs que troba en terrenys tous.

## Hàbitat
És típic dels boscos humits europeus (rouredes, castanyedes, boscos de ribera, pinedes subalpines, boscos planifolis, etc.) on, gràcies a la seua coloració -que es confon amb la del medi- i als seus costums tranquils i poc sorollosos, passa desapercebut al bosc.

## Distribució geogràfica
Cria a les regions temperades i subàrtiques d'Euràsia i hiverna al sud del mateix continent. Les poblacions de l'Europa Occidental, de clima més suau, són sedentàries.
De novembre a març és molt comuna als Països Catalans (als boscos humits del Pirineu i del Pre-pirineu).

## Costums
Les becades són solitàries, crepusculars i emeten dues modalitats de crit. Durant el dia, està refugiada, amagada gràcies al seu plomatge mimètic. També és sedentària i migradora. Als nostres boscos arriba a mitjans de novembre fins al gener.